# Patrik Reutersvärd (1886–1971)
För fler med liknande namn, se Patrik Reuterswärd.
Patrik Knutsson Reutersvärd, född 14 november 1886 i Växjö, död 8 augusti 1971 i Stockholm, var en svensk målare och grafiker.
Efter att ha arbetat ett tiotal år som banktjänsteman studerade Reutersvärd konst vid Valands målarskola i Göteborg 1918–1919 därefter var han bosatt i Frankrike fram till 1932 och studerade vid bland annat Académie Moderne och under studieresor till Nederländerna. Italien och Spanien.  Separat ställde han ut i Göteborg 1921 och tillsammans med Sigurd Möller på Svensk-franska konstgalleriet i Stockholm 1927 samt tillsammans med Fritiof Schüldt och Gunnar Svensson på Malmö museum 1930. Han medverkade i ett stort antal av Färg och Forms och Svensk-franska konstgalleriets samlingsutställningar samt i en rad av Riksförbundet för bildande konsts vandringsutställningar. Hans konst består av stilleben, stadsutsikter, interiörer, figurer och landskapsmotiv med strandmotiv från Skåne och Öland. Som illustratör illustrerade han bland annat Adolf Reutersvärds Den gröna skogens sagor. 
Reutersvärd finns representerad vid Moderna museet, Göteborgs konstmuseum, Malmö museum, Östergötlands museum, Norrköpings konstmuseum, Västerås konstmuseum, Smålands museum, Kalmar konstmuseum, Borås konstmuseum, Gävle museum och Kunsthalle i Hamburg.
Patrik Reutersvärd var son till överstelöjtnant Knut Axel Herman  Reutersvärd och Elisabeth (Betty) Lindström och från 1928 gift med gymnastikdirektören Margareta Bager samt bror till Fritz Reutersvärd och farbror till Oscar Reutersvärd och Blanche Reuterswärd-Hallström.